# Harakovce
Harakovce (allemand : Harrachsdorf) est un village de Slovaquie situé dans la région de Prešov.

## Histoire
Première mention écrite du village en 1272.

## Démographie

### Évolution de la population
| Année:               | 1994. | 2004.   | 2014.    | 2024.   |
| -------------------- | ----- | ------- | -------- | ------- |
| Nombre de personnes: | 71    | 69      | 59       | 54      |
| Différence:          |       | -2,81 % | -14,49 % | -8,47 % |

| Année:               | 2023. | 2024.   |
| -------------------- | ----- | ------- |
| Nombre de personnes: | 56    | 54      |
| Différence:          |       | -3,57 % |